# Cyrtochilum cumandae
Cyrtochilum cumandae är en orkidéart som beskrevs av Willibald Königer. Cyrtochilum cumandae ingår i släktet Cyrtochilum, och familjen orkidéer.
Artens utbredningsområde är Ecuador. Inga underarter finns listade i Catalogue of Life.